# Louis de Bellon de Sainte-Marguerite
Pour les articles homonymes, voir Bellon et Sainte-Marguerite.
Louis Henri Charles de Bellon de Sainte-Marguerite, né le 9 décembre 1753 à Brignoles (Var), mort le 15 septembre 1795, est un général de brigade de la Révolution française.

## Biographie
Capitaine au régiment de Chartres dragons, il devient aide de camp du général Barbantane le 20 octobre 1791, et il est nommé adjudant-général chef de brigade le 8 septembre 1793.
Il est promu général de brigade provisoire le 11 octobre 1793, à l’armée des Pyrénées orientales, et il est arrêté le 10 janvier 1794.
Libéré de prison, il retourne à l’armée des Pyrénées orientales le 7 mars 1795.
Il meurt le 15 septembre 1795.